# سیارک ۲۶۷۰۷
سیارک ۲۶۷۰۷ (به انگلیسی: 26707 Navrazhnykh، نامگذاری:2001FP155)۲۶۷۰۷مین سیارک کشف شده‌است که در ۲۶ مارس ۲۰۰۱ کشف شد.